# Mount Mallory
Mount Mallory – szczyt w USA, w środkowej części stanu Kalifornia, położony 22 km na zachód od miasta Big Pine, na granicy hrabstw Inyo i Tulare. Jest to jeden z najwyższych szczytów w górach Sierra Nevada oraz w Kalifornii. Obecną nazwę szczytowi nadano w 1925 roku na cześć brytyjskiego alpinisty, uczestnika wypraw na Mount Everest w latach 1921-24, George Mallory'ego.